# Szczechy Małe
Szczechy Małe (deutsch Klein Zechen) ist ein kleiner Ort in der polnischen Woiwodschaft Ermland-Masuren und gehört zur Gmina Pisz (Stadt- und Landgemeinde Johannisburg) im Powiat Piski (Kreis Johannisburg).

## Geographische Lage
Szczechy Małe liegt am Nordwestufer des Roschsees (auch: Warschausee, polnisch Jezioro Roś) in der östlichen Woiwodschaft Ermland-Masuren, sieben Kilometer nordöstlich der Kreisstadt Pisz (deutsch Johannisburg).

## Geschichte
Das ursprünglich Sczechen auff Damerau, vor 1538 Schachen, um 1540 Sczechen, nach 1540 Schechen und vor 1579 noch Zeche Ostroff genannte kleine Dorf wurde 1469 durch den Deutschen Ritterorden als Freigut nach kulmischem Recht gegründet.
Klein Zechen gehörte zum Kreis Johannisburg im Regierungsbezirk Gumbinnen (ab 1905: Regierungsbezirk Allenstein) in der preußischen Provinz Ostpreußen. 
Im Jahre 1874 wurde es in den neu errichteten Amtsbezirk Sdorren (ab 1938 „Amtsbezirk Dorren“) eingegliedert.
105 Einwohner waren 1910 in Klein Zechen registriert. Ihre Zahl stieg bis 1933 auf 120 und belief sich 1939 noch auf 118.
In Kriegsfolge kam Klein Zechen 1945 mit dem gesamten südlichen Ostpreußen zu Polen und erhielt die polnische Namensform „Szczechy Małe“. Heute ist das kleine Dorf Sitz eines Schulzenamtes (polnisch Sołectwo) und als solches eine Ortschaft im Verbund der Stadt- und Landgemeinde Pisz (Johannisburg) im Powiat Piski (Kreis Johannisburg), bis 1998 der Woiwodschaft Suwałki, seither der Woiwodschaft Ermland-Masuren zugehörig. Im Jahre 2011 zählte Szczechy Małe 16 Einwohner.

## Religionen
Bis 1945 war Klein Zechen in die evangelische Kirche Adlig Kessel in der Kirchenprovinz Ostpreußen der Kirche der Altpreußischen Union sowie in die römisch-katholische Kirche Johannisburg im Bistum Ermland eingepfarrt. 
Heute gehört Szczechy Małe katholischerseits zur Pfarrei Kociołek Szlachecki mit der nächstgelegenen Filialkirche Rostki (Rostken) im Bistum Ełk der Römisch-katholischen Kirche in Polen. Die evangelischen Einwohner halten sich zur Kirche in der Kreisstadt Pisz innerhalb der Diözese Masuren der Evangelisch-Augsburgischen Kirche in Polen.

## Verkehr
Szczechy Małe liegt verkehrstechnisch ein wenig abseits und ist von Trzonki (Trzonken, 1938 bis 1945 Mövenau) aus auf einer Nebenstraße nach Łysonie (Lyssuhen, 1938 bis 1945 Lissuhnen) zu erreichen.
Bis 1945 war Trzonken resp. Mövenau die nächste Bahnstation und lag an der Bahnstrecke Lötzen–Johannisburg, die in Kriegsfolge seit 1945 nicht mehr befahren und fast gänzlich demontiert wurde.